# مرد توخالی
مرد توخالی (به انگلیسی: Hollow man) فیلمی در ژانر علمی-تخیلی و ترسناک به کارگردانی پل ورهوفن محصول سال ۲۰۰۰ آمریکا و آلمان است.